# 西湖 (富士五湖)
西湖是位于日本山梨縣富士河口湖町的一湖。為富士五湖之一。為富士山噴發造成的堰塞湖。面積是富士五湖中第4大，最大水深則是第2深。在過去可能與本湖、精進湖是一湖，后因富士山的噴發熔岩流而分割。

## 西湖的照片
|  |  |

|  |  |

|  |

## 外部連結
- （英文）富士五湖之西湖